# Carbonato de etileno

El carbonato de etileno es un éster carbónico formado por etilenglicol y ácido carbónico. A temperatura ambiente (25 °C), es un sólido transparente de aspecto cristalino. En estado líquido (funde a 34-37 °C), es un líquido incoloro e inodoro.  

## Síntesis
- A partir de fosgeno, Cl2CO, y etilenglicol, CH2OH-CH2OH.
- A partir de óxido de etileno y dióxido de carbono, CO2

## Usos
El carbonato de etileno se usa como disolvente polar de polímeros y resinas por su elevado punto de ebulllición. Se puede usar como un componente de gran permitividad en los electrólitos de las baterías de litio.
El carbonato de etileno se usa también como plastificante, y como precursor del carbonato de vinileno, que se usa para la obtención de polímeros y en síntesis orgánica.